# Con el debido respeto
"Con el debido respeto" es el episodio número 65 de la serie de la HBO Los Soprano y el último de la quinta temporada. Escrito por David Chase, Robin Green y Mitchell Burgess, y dirigido por John Patterson, se emitió por primera vez el 6 de junio de 2004.

## Reparto
- James Gandolfini como Tony Soprano
- Lorraine Bracco como Dr. Jennifer Melfi
- Edie Falco como Carmela Soprano
- Michael Imperioli como Christopher Moltisanti
- Dominic Chianese como Corrado Soprano, Jr.
- Steven Van Zandt como Silvio Dante
- Tony Sirico como Paulie Gualtieri
- Robert Iler como Anthony Soprano, Jr.
- Jamie-Lynn DiScala como Meadow Soprano
- Drea de Matteo como Adriana La Cerva
- Aida Turturro como Janice Soprano Baccalieri
- Steven R. Schirripa como Bobby Baccalieri
- Vincent Curatola como Johnny Sack
- and Steve Buscemi como Tony Blundetto

### Estrellas invitadas
- Jerry Adler como Hesh Rabkin
- Tom Aldredge como Hugh De Angelis
- Denise Borino como Ginny Sacrimoni
- Max Casella como Benny Fazio
- Tony Darrow como Larry Boy Barese
- Jessica Dunphy como Devin Pillsbury
- Robert Funaro como Eugene Pontecorvo
- Joseph R. Gannascoli como Vito Spatafore
- Dan Grimaldi como Patsy Parisi
- Marianne Leone como Joanne Moltisanti
- George Loros como Raymond Curto
- David Margulies como Neil Mink
- Arthur Nascarella como Carlo Gervasi
- Vinny Vella como Jimmy Petrille
- Frank Vincent como Phil Leotardo
- Cameron Boyd como Matt Testa
- Chris Caldovino como Billy Leotardo
- Frank Pando como Agent Grasso
- Louis Mustillo como Sal Vitro
- Anthony J. Ribustello como Dante Greco
- Bethany Pagliolo como Estela
- Bob Shaw como Ignatz Pravalkis
- Charles Anthony Burks como técnico

## Resumen del episodio
Phil Leotardo reclama el cuerpo de su hermano Billy en el tanatorio y le pide a Johnny Sack que haya un “ojo por ojo” contra la mafia de Jersey. Ray Curto continúa proporcionando información al FBI. El agente encargado, Frank Grasso, evita decirle que Adriana La Cerva ha sido asesinada por hacer precisamente eso.
Tony Soprano continúa protegiendo a su primo Tony Blundetto. Durante la cena de cumpleaños de Ray Curto, Tony pronuncia un discurso sobre la posición en que se encuentra la familia en estos momentos. Asevera que “deben enfrentarse a ello como una familia”. A sus espaldas, sin embargo, los mafiosos verbalizan su descontento. Vito Spatafore afirma que estaría dispuesto a morir por una buena causa, pero que la situación es una “mierda”. En la carnicería, Larry Barese y sus socios discuten el favoritismo de Tony hacia su primo Tony B y hacia su familia de sangre, y que, si hubiera ocurrido con otra persona, probablemente la habría entregado.
Tony B está escondido en la granja del tío Pat Blundetto en Kinderhook, Nueva York, que se encuentra vacía, y duerme en un saco de dormir sobre el suelo de tablas de madera. Para una lugareña con la que ha tenido relaciones, es un vigilante que está pensando mudarse a Italia.
Christopher Moltisanti recoge las últimas cosas (joyería) del apartamento de Adriana para deshacerse de ellas. Carmela llama preguntando por ella y Christopher le anuncia abruptamente que han roto y que ella se ha marchado de la ciudad. Carmela, sorprendida por la noticia,  intenta consolar a su primo y le dice que ya encontrará a otra persona.
Mientras tanto, Phil Leotardo intenta encontrar a Christopher como objetivo alternativo a su venganza,  comparando su cercanía a Tony con una relación padre-hijo. Amenaza a su madre delante de su casa para que le revele su paradero, aunque ella huye. Christopher, tenso, observa la escena desde detrás de la ventana, preparado con su pistola. Finalmente decide esconderse con la ayuda de Benny Fazio. Al día siguiente, Phil encuentra a Benny fuera del “Crazy Horse”; el socio de la familia Soprano intenta escapar sin éxito y Phil manda un mensaje a Tony dándole una paliza a Benny y fracturándole el cráneo con su bastón. Benny termina en cuidados intensivos, donde Tony va a visitarlo. Cuando se marcha, Eugene Pontecorvo dice que deberían buscar la forma de vengarse en Brooklyn, pero Vito va más allá y se atreve a decir que el propio Tony debería “ser apartado”, al haber puesto en peligro a toda la familia.
Tony pide consejo a su tío Junior Soprano, que todavía se encuentra bajo arresto domiciliario. Junior resulta ser de poca ayuda, ya que se confunde con facilidad y su capacidad de atención es limitada – está más preocupado de enviarle un cesto de fruta a su abogado, Harold Melvoin, que recientemente ha sufrido un infarto, aunque al mismo tiempo se alegra de que la enfermedad del abogado acabe retrasando el juicio. Tony busca ayuda, entonces, en la Dra Melfi, pero, como no puede entrar en detalles, la terapeuta no puede aconsejarlo demasiado, a pesar de que ella le recuerda que la mayor parte de su preocupación por Tony B procede del sentimiento de culpa y vergüenza provocada por el arresto y encarcelamiento de su primo. Silvio Dante se sienta a hablar con Tony y le dice que el descontento entre la familia va en aumento y que la razón por la que está protegiendo a su primo es que no quiere “ceder” a la presión de Johnny Sack. Tony, molesto, rechaza esta apreciación y le responde a Silvio que no tiene ni idea del estrés que conlleva ser jefe.
Tony al fin visita la casa de Paulie Gualtieri, habiendo escuchado que también él está insatisfecho con su liderazgo. Allí, descubre el cuadro de su caballo Pie-O-My y él mismo, que Tony había mandado destruir tras la muerte del caballo. Sin que Tony lo supiera, Paulie se quedó el cuadro y lo modificó, cambiando la ropa del traje de ejecutivo de Tony en ropa de general colonial. Tony le pregunta por qué lo ha pintado como una “figurita de jinete”, a lo que Paulie contesta que él lo ve como un general y como un líder de sus hombres, y que sinceramente lo hizo desde su admiración hacia él. Tony se queda pensativo momentáneamente, pero enseguida descuelga el cuadro de la pared y lo tira a un contenedor detrás de un restaurante. Cuando lo ha tirado, se queda mirando el cuadro fijamente, sobre todo el uniforme y la espada.
Cuando Tony B vuelve a la granja de hacer la compra, esconde su coche en un granero y camina hacia el porche de la granja. De repente, Tony aparece de detrás del porche con una escopeta y dispara a su primo en la cabeza, matando a su primo en el acto. Soprano informa enseguida a Phil Leotardo a través de Johnny de dónde está Tony B. Cuando Leotardo llega al lugar para ejecutar su venganza, esperaba encontrar a Tony B vivo en la granja, pero encuentra su cadáver sobre una pila de madera en el porche, donde Soprano lo había dejado. Más tarde por la mañana, Johnny Sack llama a Tony desde la consulta del médicto y le dice que la muerte de Tony B “no ha solucionado nada”. Tony acuerda verse con Johnny al día siguiente temprano en casa de éste para zanjar el asunto. 
Tony queda con Christopher, que se ha escondido en una habitación de motel, y le ordena recuperar y enterrar el cuerpo de Blundetto. Hablan sobre el asesinato de Adriana y su involucración con el FBI. Tony le pregunta a Chris si “dejó entrever algo” en referencia a sus actividades delictivas, si ella vio o escuchó algo y si pudiera haber mencionado algo al FBI sobre Matthew Bevilaqua or Ralph Cifaretto. Christopher aun se siente traicionado por Adriana, pero dice que fue muy cuidadoso de no deslizar información acerda de los asesinatos, y de que permanece sobrio y está haciendo ejercicio para demostrarle su valía a Tony. Tony y Christopher se emocionan, se abrazan y lloran por la pérdida de sus seres queridos. 
A.J. planea una fiesta con un amigo, que resulta ser un verdadero éxito. Mantienen el orden en la fiesta usando la violencia. Él y su amigo ganan $300 cada uno tras pagar los gastos y la bebida. Cuando Carmela y Tony se enteran de su repentino plan de negocio, Carmela desvela que A.J. le preguntó a su asesor académico qué universidades  serían adecuadas para estudiar Planificación de eventos. Carmela también dice que A.J. pasa “todo el tiempo” viendo el DVD de la película “54” sobre Steve Rubell, el hombre que fundó la famosa discoteca de Nueva York Studio 54, lo cual preocupa a Tony porque Rubell era homosexual. Los Soprano se consuelan en que al menos A.J. se ha “puesto las pilas con algo”.
A la mañana siguiente, Tony y Johnny Sack se encuentran en la casa de Nueva Jersey de este último, con el fin de intentar buscar una solución a los actuales problemas entre sus familias. Tony ofrece un porcentaje del casino de Bloomfield Avenue, que Tony había dejado a cargo de su ahora difunto primo Tony B, como una ofrenda de paz a Phil a través de John. John considera la oferta y Tony espera continuar trabajando con la familia de Nueva York. Cuando Johnny invita a Tony a pasar dentro a tomar café, Tony ve hombres armados en el horizonte, a través de la nieve y los árboles del patio trasero, y huye corriendo. Johnny intenta hacer lo mismo, pero el FBI ha acordonado la casa y acaba siendo arrestado. Tony lanza su pistola a la nieve y cruza por los jardines de varias casas, setos y por un riachuelo, evitando así la redada.
Unas horas más tarde, cuando Tony consigue llegar a pie a su vecindario, llama a su abogado, Neil Mink, para averiguar qué ha ocurrido. Mink le dice que John ha sido acusado gracias a la ayuda de "Jimmy" Petrille, quien resulta que ha estado cooperando con el FBI durante 18 años. Mink le dice a Tony que esté tranquilo, puesto que su nombre no ha salido en la acusación. Tony finalmente llega a casa a través del patio trasero y golpea la puerta hasta que Carmela lo deja entrar, soprendida porque lleva los zapatos mojados, el abrigo rasgado y su aspecto desaliñado, preguntándose qué le ha ocurrido.

## Fallecidos
- Tony Blundetto:  Disparado en la cabeza con una escopeta por Tony Soprano con el objetivo de hacer las paces con la familia Lupertazzi y de salvar a Tony B de una muerte más dolorosa a manos de Phil Leotardo.